# Präfixe von Schiffsnamen
Ein Schiffsnamenpräfix ist eine dem Schiffsnamen vorgestellte Buchstabengruppe, die eine Zuordnung des Schiffes in eine definierte Gruppe erlauben.

## Liste
Die nachfolgende Liste gibt eine Orientierung über bekanntere Präfixe, wie sie tausendfach in der Literatur zu finden sind.

### Verwendung von Präfixen in der Handelsschifffahrt
Die Präfixe im zivilen Schifffahrtsbereich werden in der Regel genutzt, um die Antriebsart, die Verwendung des Schiffes oder eine Kombination dieser Eigenschaften genauer zu beschreiben. Die zivilen Präfixe sind uneinheitlich, nicht standardisiert und international verschieden. So bezeichnet das Präfix „SS“ in der englischen Sprache sowohl das Sailing Ship, also ein Segelschiff, als auch das Steamship, also ein Dampfschiff. Im deutschsprachigen Bereich wird mit „SS“ hingegen meist das Segelschiff bezeichnet, kommt ein „S“ hinzu, bezeichnet es mit dem Präfix SSS ein Segelschulschiff. Ebenso wenig wie die Verwendung ist die Schreibweise geregelt, so wird neben der reinen Buchstabenkombination zum Beispiel bei Motorschiffen („MS“) auch „M.S.“ oder „M / S“ in der Literatur genutzt. Zusätzlich wird die Unterscheidung für den Laien zwischen Präfix und Namensteil dadurch erschwert, dass Eigner ihren Schiffen teilweise auch Namen geben, bei denen am Anfang eine Abkürzung steht, so zum Beispiel die Praxis bei der französischen Reederei CMA CGM. Hilfreich ist die Ära zu betrachten: Im 19. Jahrhundert waren fast nur Segelschiffe unterwegs; die wenigen Dampfer wurden mit „SS“ hervorgehoben. 30–50 Jahre später war dies umgekehrt; praktisch alle Schiffe waren Dampfschiffe, die wenigen Segler wurden mit „SS“ hervorgehoben. Dann kamen die ersten und seltenen Motorschiffe auf und wurden mit „MS“ gekennzeichnet; das ist bis heute der Normalzustand, und diese Kennzeichnung ist in der Regel überflüssig und wird seltener verwendet.
| Sprache  | Präfix  | Bedeutung               | Übersetzung                             |
| -------- | ------- | ----------------------- | --------------------------------------- |
| Englisch | CS      | Cable Ship              | Kabelleger                              |
| Englisch | CV      | Container Vessel        | Containerschiff                         |
| Englisch | DSV     | Deep Submergence Vessel | Tiefsee-U-Boot                          |
| Englisch | FB, F/B | Ferry boat              | Fährschiff                              |
| Englisch | HSF     | High Speed Ferry        | Hochgeschwindigkeitsfähre               |
| Englisch | MF      | Motor Ferry             | Motorfähre                              |
| Englisch | F/V     | Fishing Vessel          | Fischereischiff                         |
| Englisch | GTS     | Gas Turbine Steamer     | Gasturbinenschiff                       |
| Englisch | MS      | Motor Ship              | Motorschiff                             |
| Englisch | MSY     | Motor Sailing Yacht     | Motorsegelschiff                        |
| Englisch | MT, M/T | Motor Tanker            | Motortanker                             |
| Englisch | MV, M/V | Motor Vessel            | Motorschiff (MS)                        |
| Englisch | NS      | Nuclear Ship            | Atomschiff                              |
| Englisch | PS      | Paddle Steamer          | Schaufelraddampfer                      |
| Englisch | RV      | Research Vessel         | Forschungsschiff                        |
| Englisch | SS      | Steam Ship              | Dampfschiff                             |
| Englisch | SS      | Sailing Ship            | Segelschiff                             |
| Englisch | SV, S/V | Sailing Vessel          | Segelschiff                             |
| Englisch | S/Y     | Sailing Yacht           | Segelyacht                              |
| Englisch | TS      | Turbine Steamer         | Dampfturbinenschiff                     |
| Englisch | TS      | Training Ship           | Segelschiff im Rahmen des Sail Training |

### Verwendung von Präfixen bei Kriegsschiffen und hoheitlich genutzten Wasserfahrzeugen
Die Bestimmung von Schiffsnamen liegt auch für Kriegsschiffe und andere Schiffe mit hoheitlichem Auftrag wie allgemein üblich, beim Eigner von Schiffen, was die Verwendung von Präfixen im Schiffsnamen einschließt.
Die Kennzeichnung von Kriegsschiffen als solche ist im internationalen Völkerrecht sowie im Seerecht vorgeschrieben. Traditionell werden dazu Marineflaggen der jeweiligen Seestreitkräfte und andere Kennzeichen genutzt. Nähere Bestimmungen zur Gestaltung der Schiffsnamen gibt es im Völkerrecht nicht, wobei sich beispielsweise Deutschland vorbehält, ungeeignete Schiffsnamen zu untersagen.
Die Onomastik zu Schiffsnamen ist ein wissenschaftlich kaum erschlossener Bereich. Historisch war die Verwendung von Präfixen in Kriegsschiffsnamen bis zu Zeiten der Silberflotte nicht verbreitet; stattdessen gab es viele Schiffsnamen im Kontext zu geheiligten Personen oder Stätten, was mit Schiffsnamen bekannt ist, denen teilweise formelhaft ein „Santa ...“ oder „Nuestra Señora de ...“, wie bei Santa Maria (Schiff) oder Nuestra Señora de las Maravillas (Schiff), vorangestellt war.
Bei den Schiffen der Seestreitkräfte des britischen Vereinigten Königreiches und später des Commonwealth of Nations wurde es nach der Stuart-Restauration bereits im 17. Jahrhundert üblich, den Schiffsnamen die Formel „His Majesty’s Ship“ und später „Her Majesty’s Ship“ voranzustellen. Die Verwendung einer Abkürzung in Form eines Schiffspräfix wurde mit der HMS Phoenix (1783) offiziell. Ebenfalls historisch bekannt, sind die Präfixe „HBMS“ für „His Britannic Majesty’s Ship“ sowie „HMY“ für die Staatsyachten der britischen Krone. Die Tradition von Schiffsnamen mit etlichen Präfixen wird von der Royal Navy bis in das 21. Jahrhundert fortgeführt und in den Regelwerken der Marine beschrieben. Im angloamerikanischen Raum werden Schiffspräfixe weitgehend in zusammengeschriebener Schreibweise genutzt und nicht als Abkürzung mit Punkten gekennzeichnet. Sie sind mit offiziellen Schiffsnamen wie HMS Queen Elizabeth (R08) in Literatur und Öffentlichkeit bekannt. Analog dazu steht „HMAS“ für „His Majesty’s Australian Ship“, Schiffe der kanadischen Seestreitkräfte haben das Präfix HMCS für „His Majesty’s Canadian Ship“ und in Neuseeland wird HMNZS für „His Majesty’s New Zealand Ship“ als Präfix für Kriegsschiffe geführt. Als hoheitlich genutztes Präfix ist „RMS“ für Royal Mail Ship bzw. „Royal Mail Steamer“ weltweit mit etlichen Schiffen wie Titanic oder Queen Mary bekannt. Analog dazu das Präfix „RMV“ für „Royal Mail Vessel“ nur bei Motorschiffen verwendet.
Die Nutzung von Schiffspräfixen bei der United States Navy bezieht sich hauptsächlich auf die Schiffspräfixe im Format „USS“ für das Präfix United States Ship sowie „USNS“ für „United States Naval Ship“. Verbindliche Anordnungen hinsichtlich der Nutzung des Präfixes USS sind seit 1907 bekannt. Das USNS-Präfix kann nur genutzt werden, solange sich ein Schiff im Besitz der US-Marine befindet. Wenn das Schiff nach seiner Außerdienststellung an die United States Maritime Administration übergeben wird, erhält es das Präfix eines Zivilschiffes, so beispielsweise geschehen bei der „USNS Comet (T-AK-269)“, deren offizieller Schiffsname zur (SS) „Comet“ wechselte. Sie wurde später bei der „Ready Reserve Force“ (RRF) eingegliedert. Vom späteren Schiffseigner, der DOT-United States Maritime Administration, wird teilweise auch die Bezeichnung „ex-USNS COMET“ genutzt. Weitere Präfixe siehe Liste.
Im deutschsprachigen Raum sind Schiffspräfixe als Abkürzung im Format von „S. M. S.“ für „Seiner Majestät Schiff“ (vor Schiffsnamen) oder „S. M. Y.“ für „Seiner Majestät Yacht“ historisch belegt und wurden sowohl für Kriegsschiffe als auch für Schiffe genutzt, die anderweitig mit hoheitlichem Auftrag genutzt wurden. Die Kaiserliche Marine hat dazu Flottenverzeichnisse mit Kriegsschiffen und Hilfsschiffen geführt, in denen nach dieser (teils erweiterten) Nomenklatur zu den Schiffen in Marineverordnungsblättern veröffentlicht wurde. Die Originalschreibweisen von der Kaiserlichen Marine aus jener Zeit folgen Formaten die zum Teil neben einem gekürzten Präfix mit Schiffsklassikation einschließen und den folgenden Namensbestandteil apostrophieren. Nachfolgend Beispiele zur offiziellen Nomenklatur und Einträgen der Schiffe bei der Kaiserlichen Marine:
- S. M. S. „Bayern“
- S. M. S. „Blücher“
- S. M. Y. „Hohenzollern“
- S. M. Torpedoboot „Schütze“
- S. M. Torpedoboot „S 23“
- S. M. Kanonenboot „Iltis“
- S. M. Aviso „Pommerania“
- S. M. Tender „Hay“

Die k.u.K Marine nutzte Präfixe, die jenen für Deutschland gleichen. Weniger bekannt ist hingegen das Präfix „FGS“ für Federal German Ship, welches 1956 für Kriegsschiffe der Bundeswehr eingeführt wurde. Es wird vorwiegend im Verwaltungszusammenhang genutzt.
NATO-Staaten oder Seestreitkräfte, die zur Geschichte der Französischen Marine bekannt sind, haben nur teilweise normierte Schiffspräfixe eingeführt. Das Präfix „FS“ für „French Ship“ wurde/wird vorwiegend für Schiffe der Marine Nationale im Rahmen von administrativen Aufgaben und in Dokumentationen für die NATO genutzt, wie analog dazu weitere NATO-Präfixe wie „BNS“ für „Belgium Naval Ship“, „FGS“ für „Federal German Ship“, „HS“ für „Hellenic Ship“, „ITS“ für „Italian Ship“, „PNS“ für „Portuguese Naval Ship“, „SNS“ für „Spanish Naval Ship“. Einige der NATO-Staaten nutzen auch im 21. Jahrhundert die historisch eingeführten Präfixe mit Bezug auf deren Monarchien.
Im Bereich der Kriegsmarinen wurden und Präfixe nicht von allen Staaten obligatorisch genutzt. Die Kaiserlich Japanische Marine verzichtete beispielsweise auf solche Präfixe. Trotzdem benutzen einige Fachautoren in der Sekundärliteratur Präfixe wie „HIJMS“ („His Imperial Japanese Majesty’s Ship“, (engl.) für „Seiner Kaiserlichen Japanischen Majestät Schiff“) oder „IJN“ („Imperial Japanese Navy“, (englisch) für „Kaiserliche Japanische Marine“). In den Schiffverzeichnissen, Listen, Normen Vorschriften oder Verordnungen der jeweiligen nationalen Seestreitkräfte bzw. deren Staaten sowie in Koordination mit Alliierten Streitkräften, wie mit der Anti-Hitler-Koalition oder der NATO, wurden Benennungsformate für Schiffe vereinbart. Historisch dazu bekannt sind etliche Präfixe von Schiffsnamen, die sowohl internationalisiert als auch in nationalen Bezeichnungen der Schiffe verbreitet sind. Belegt sind dazu u. a. für die Niederlande „Hr.Ms.“ oder „Zr.Ms“ bzw. internationalisiert „HNlMS“ für „His/Her Netherlands Majesty’s Ship“, für Norwegen mehrere landesprachliche Abkürzungs-Variationen und „HNoMS“ für „His Norwegian Majesty’s Ship“, „HSwMS“ für „His Swedish Majesty’s Ship“, „ORP“ für „Okręt Rzeczypospolitej Polskiej“ (Kriegsschiff der Republik Polen) und etliche weitere bekannte Präfixe.
| Land                               | Dienst                                               | Präfix             | Bedeutung                                                                                 | Übersetzung |
| ---------------------------------- | ---------------------------------------------------- | ------------------ | ----------------------------------------------------------------------------------------- | --- |
| Argentinien                        | Argentinische Marine                                 | ARA                | Armada de la Republica Argentina                                                          | Flotte der Republik Argentinien |
| Australien                         | Royal Australian Navy                                | HMAS               | His/Her Majesty’s Australian Ship                                                         | Seiner/Ihrer Majestät Australisches Schiff |
| Bahamas                            | Streitkräfte der Bahamas                             | HMBS               | His/Her Majesty’s Bahamian Ship                                                           | Seiner/Ihrer Majestät Bahamaisches Schiff |
| Bangladesch                        | Marine von Bangladesch                               | BNS                | Bangladesh Naval Ship                                                                     | Bangladeschisches Marineschiff |
| Barbados                           | Streitkräfte von Barbados                            | MBS                | His/Her Majesty’s Barbadian Ship                                                          | Seiner/Ihrer Majestät Barbadesisches Schiff |
| Belgien                            | Belgische Marine                                     | BNS                | Belgium Naval Ship (NATO-Bezeichnung)                                                     | Belgisches Marineschiff |
| Dänemark                           | Königliche Dänische Marine                           | HDMS               | Hans/Hendes Dansk Majestæt Skib                                                           | Seiner/Ihrer dänischen Majestät Schiff |
| Dänemark                           | Königliche Dänische Marine                           | KDM                | Kongelige Danske Marine                                                                   | Königlich Dänische Marine |
| Deutsches Reich                    | Kaiserliche Marine                                   | SMS                | Seiner Majestät Schiff                                                                    | – |
| Deutsches Reich                    | Kaiserliche Marine                                   | SMH                | Seiner Majestät Hilfsschiff                                                               | – |
| Deutsches Reich                    | Kaiserliche Marine                                   | SMY                | Seiner Majestät Yacht                                                                     | – |
| Deutsches Reich                    | Kaiserliche Marine                                   | SM U‑##            | Seiner Majestät Unterseeboot                                                              | – |
| Deutsches Reich (Drittes Reich)    | Kriegsmarine                                         | –                  | (kein Präfix; manche Autoren benutzen „DKM“ für „Deutsche Kriegsmarine“)                  | – |
| Deutschland                        | zivil                                                | CMS                | Containermotorschiff                                                                      | – |
| Deutschland                        | zivil                                                | DS                 | Dampfschiff                                                                               | |
| Deutschland                        | Deutsche Marine                                      | FGS                | Federal German Ship (NATO-Bezeichnung); Deutschland benutzt selbst keine Namenspräfixe.   | Bundesdeutsches Schiff |
| Deutschland                        | zivil                                                | SS                 | Segelschiff                                                                               | |
| Deutschland                        | zivil                                                | SSS                | Segelschulschiff                                                                          | |
| Ecuador                            | Ecuadorianische Flotte                               | BAE                | Buque de la Armada de Ecuador                                                             | Schiff der Flotte von Ecuador |
| Fidschi                            | Marine der Republik Fidschi                          | RFNS               | Republic of Fiji Naval Ship                                                               | Schiff der Marine der Republik Fidschi |
| Frankreich                         | Marine Nationale                                     | FS                 | French Ship (NATO-Bezeichnung); Frankreich benutzt selbst keine Namenspräfixe             | Französisches Schiff |
| Griechenland                       | Griechische Marine                                   | HS                 | Hellenic Ship (NATO-Bezeichnung)                                                          | Griechisches Schiff |
| Guyana                             | Guyanische Verteidigungsstreitkräfte                 | GDFS               | Guyanan Defense Forces Ship                                                               | Schiff der Guyanischen Verteidigungsstreitkräfte |
| Indien                             | Indische Marine (prä-republikanisch)                 | HMIS               | His/Her Majesty’s Indian Ship                                                             | Ihrer/Seiner Majestät Indisches Schiff |
| Indien                             | Indische Marine                                      | INS                | Indian Naval Ship                                                                         | Indisches Marineschiff |
| Indonesien                         | Indonesische Nationalarmee zur See                   | KRI                | Kapal Republik Indonesia                                                                  | Schiff der Indonesischen Republik |
| Indonesien                         | Indonesischen Republik                               | KL                 | Kapal Layar                                                                               | Segelschiff |
| Indonesien                         | Indonesischen Republik                               | KM                 | Kapal Motor                                                                               | Motorschiff |
| Irland                             | Irische Marinedienst                                 | LE                 | Long Éireannach                                                                           | Irisches Schiff |
| Irland                             | Commissioners of Irish Lights                        | ILV                | Irish Light Vessel                                                                        | Irischer Tonnenleger/Leuchtturmtender |
| Israel                             | Israelische Marine                                   | INS                | Israeli Naval Ship                                                                        | Israelisches Marineschiff |
| Italien, Königreich (bis 1946)     | Regia Marina Königlich Italienische Marine           | RN                 | Regia Nave                                                                                | Königliches Schiff |
| Italien, Königreich (bis 1946)     | Regia Marina (Königlich Italienische Marine)         | R.SMG.             | Regio Sommergibile                                                                        | Königliches Unterseeboot |
| Italien, Republik (seit 1946)      | Marina Militare Italiana (Italienische Kriegsmarine) | ITS                | Italian Ship (NATO-Bezeichnung); Italien benutzt selbst keine Namenspräfixe mehr          | Italienisches Schiff |
| Japan                              | Kaiserlich Japanische Marine                         | –                  | (kein Präfix; manche Autoren benutzen „HIJMS“ für „His Imperial Japanese Majesty’s Ship“) | – |
| Japan (nach dem Zweiten Weltkrieg) | Japanische Maritime Selbstverteidigungsstreitkräfte  | JDS, JS            | JMSDF Defense Ship; Japanese Ship                                                         | Verteidigungsschiff der Meeresselbstverteidigungsstreitkräfte, Japanisches Schiff |
| Kanada                             | Royal Canadian Navy                                  | HMCS               | His Majesty’s Canadian Ship                                                               | Seiner/Ihrer Majestät Kanadisches Schiff |
| Kanada                             | Kanadische Küstenwache                               | CCGS               | Canadian Coast Guard Ship                                                                 | Kanadisches Küstenwacheschiff |
| Kanada                             | Kanadische Küstenwache                               | CCGC               | Canadian Coast Guard Cutter                                                               | Kanadischer Küstenwachekutter |
| Kenia                              | Kenianische Marine                                   | KNS                | Kenyan Naval Ship                                                                         | Kenianisches Marineschiff |
| Kolumbien                          | Nationale Flotte Kolumbiens                          | ARC                | Armada de la Republica de Colombia                                                        | Flotte der Republik Kolumbien |
| Konföderierte Staaten von Amerika  | Marine der Konföderierten Staaten                    | CSS                | Confederate States Ship                                                                   | Schiff der Konföderierten Staaten |
| Malaysia                           | Königliche Malaysische Flotte                        | KD                 | Kapal Di-Raja                                                                             | Königliches Schiff |
| Mexiko                             | Mexikanische Marine                                  | ARM                | Armada de la Republica Mexicana                                                           | Flotte der mexikanischen Republik |
| Niederlande                        | Königliche Niederländische Marine                    | Hr.Ms. oder Zr.Ms. | Harer Majesteits oder Zijner Majesteits                                                   | Ihrer/Seiner Majestät Schiff |
| Nigeria                            | Nigerianische Marine                                 | NNS                | Nigerian Naval Ship                                                                       | Nigerianischen Marineschiff |
| Neuseeland                         | Royal New Zealand Navy                               | HMNZS              | HMNZS bezeichnet: His/Her Majesty’s New Zealand Ship.                                     | Seiner/Ihrer Majestät Neuseeländisches Schiff |
| Norwegen                           | Norwegische Handelsmarine                            | DS                 | Dampskip                                                                                  | Dampfschiff |
| Norwegen                           | Königliche Norwegische Marine                        | KNM (seit 1946)    | Kongelige Norske Marine                                                                   | Königliche Norwegische Marine |
| Norwegen                           | Norwegische Küstenwache                              | KV                 | Kystvakt                                                                                  | Küstenwache |
| Oman                               | Omanische Marine                                     | SNV                | Sultanate Naval Vessel                                                                    | Schiff der Marine des Sultanats |
| Österreich-Ungarn                  | k.u.k. Kriegsmarine                                  | SMS                | Seiner Majestät Schiff                                                                    | |
| Österreich-Ungarn                  | k.u.k. Kriegsmarine                                  | SMU                | Seiner Majestät Unterseeboot                                                              | |
| Pakistan                           | Pakistanische Marine                                 | PNS                | Pakistani Naval Ship                                                                      | Pakistanisches Marineschiff |
| Papua-Neuguinea                    | Papua New Guinea Defence Force                       | HMPNGS             | His/Her Majesty’s Papua New Guinea Ship                                                   | Seiner/Ihrer Majestät Papua-Neuguineisches Schiff |
| Peru                               | Peruanische Flotte                                   | BAP                | Buque Armada Peruana                                                                      | Schiff der Peruanischen Flotte |
| Philippinen                        | Philippinische Marine                                | BRP                | Barka ng Republika ng Pilipinas                                                           | Schiff der Republik der Philippinen |
| Polen                              | Polnische Marine                                     | ORP                | Okręt Rzeczypospolitej Polskiej                                                           | Schiff der Republik Polen |
| Portugal                           | Portugiesische Kriegsmarine                          | NRP                | Navio da República Portuguesa                                                             | Schiff der Portugiesischen Republik |
| Portugal                           | Portugiesische Kriegsmarine                          | PNS                | Portuguese Naval Ship (NATO-Bezeichnung, Portugal selbst, verwendet das Namenspräfix NRP) | Portugiesisches Marineschiff |
| Portugal                           | Portugiesische Kriegsmarine                          | UAM                | Unidade Auxiliar da Marinha                                                               | Hilfs-Einheit der Marine |
| Portugal                           | zivil                                                | N/V                | Navio-Vapor                                                                               | Dampfschiff |
| Portugal                           | zivil                                                | N/M                | Navio-Motor                                                                               | Motorschiff |
| Portugal                           | zivil                                                | N/T                | Navio-Turbina                                                                             | Dampfturbinenschiff |
| Rumänien                           | Rumänische Marine                                    | NMS                | Nava Majestății Sale                                                                      | Seiner Majestät Schiff |
| Saudi-Arabien                      | Saudische Marine                                     | HMS                | His Majesty’s Ship                                                                        | Seiner Majestät Schiff |
| Schweden                           | Schwedische Marine                                   | HMS                | Hans/Hennes Majestäts Skepp                                                               | Seiner/Ihrer Majestät Schiff |
| Singapur                           | Republic of Singapore Navy                           | RSS                | Republic of Singapore Ship                                                                | Schiff der Republik Singapur |
| Spanien                            | Armada Española                                      | SNS                | Spanish Naval Ship (NATO-Bezeichnung, Spanien benutzt selbst keine Namenspräfixe)         | Spanisches Marineschiff |
| Sri Lanka                          | Marine von Sri Lanka                                 | SLNS               | Sri Lanka Naval Ship                                                                      | Sri Lanka Marineschiff |
| Südafrika                          | South African Navy                                   | SAS                | South African Ship                                                                        | Südafrikanisches Schiff |
| Thailand                           | Royal Thai Navy                                      | HTMS               | His Thai Majesty’s Ship                                                                   | Seiner Thai Majestät Schiff |
| Türkei                             | Türkische Marine                                     | TCG                | Türkiye Cumhuriyeti Gemisi                                                                | Schiff der Republik Türkei |
| Trinidad und Tobago                | Trinidad and Tobago Defence Force                    | TTS                | Trinidad & Tobago Ship                                                                    | Schiff von Trinidad und Tobago |
| USA                                | Pfadfinder                                           | SSS                | Sea Scout Ship                                                                            | Schiff der Seepfadfinder der Vereinigten Staaten |
| USA                                | United States Air Force                              | USAFS              | United States Air Force Ship                                                              | Schiff der Luftwaffe der Vereinigten Staaten |
| USA                                | United States Army                                   | USAS               | United States Army Ship                                                                   | Schiff der Armee der Vereinigten Staaten |
| USA                                | United States Army                                   | USAV               | United States Army Vessel                                                                 | Fahrzeug der Armee der Vereinigten Staaten |
| USA                                | United States Army                                   | USAT               | United States Army Transport                                                              | Transportschiff der Armee der Vereinigten Staaten |
| USA                                | United States Army                                   | USAHS              | United States Army Hospital Ship                                                          | Lazarettschiff der Armee der Vereinigten Staaten |
| USA (veraltet)                     | United States Navy                                   | USF                | United States Frigate                                                                     | Fregatte der Vereinigten Staaten |
| USA (veraltet)                     | United States Navy                                   | USFS               | United States Flagship                                                                    | Flaggschiff der Vereinigten Staaten |
| USA                                | United States Navy                                   | USS                | United States Ship                                                                        | Schiff der Vereinigten Staaten |
| USA                                | United States Navy                                   | PCU                | Pre-Commissioning Unit                                                                    | Schiff der Vereinigten Staaten, das noch nicht in Betrieb genommen wurde |
| USA                                | Military Sealift Command                             | USNS               | United States Naval Ship                                                                  | Marineschiff der Vereinigten Staaten |
| USA                                | United States Coast Guard                            | USCGC              | United States Coast Guard Cutter                                                          | Kutter der Küstenwache der Vereinigten Staaten |
| Uruguay                            | Uruguayische Marine                                  | ROU                | República Oriental del Uruguay                                                            | Republik Östlich des Uruguay |
| Venezuela                          | Venezolanische Flotte                                | ARV                | Armada República Venezolana                                                               | Flotte der Republik Venezuela |
| Vereinigtes Königreich             | Postschiffe                                          | RMS                | Royal Mail Ship/Royal Mail Steamer                                                        | Königlicher Postdampfer |
| Vereinigtes Königreich             | Königliche Hilfsflotte                               | RFA                | Royal Fleet Auxiliary                                                                     | Königliche Hilfsflotte |
| Vereinigtes Königreich             | Königliche Marinehilfsdienste                        | RMAS               | Royal Maritime Auxiliary Service                                                          | Königliche Marinehilfsdienste |
| Vereinigtes Königreich             | Lazarettschiffe                                      | HMHS               | His/Her Majesty’s Hospital Ship                                                           | Seiner/Ihrer Majestät Lazarettschiff |
| Vereinigtes Königreich             | Royal Navy                                           | HMAV               | His/Her Majesty’s Armed Vessel                                                            | Seiner/Ihrer Majestät bewaffnetes Fahrzeug Originalvorschrift Nummer 8.093.: “Flags in Vessels and Boats Seagoing vessels in service as operational units of the Army, flying the Army Ensign, commanded by Army officers and manned by Army personnel in uniform are designated ‘HM Army Vessels’ (HMAV) and are permitted to wear the Union Flag at the jack staff when in harbour or under way and dressed with masthead flags.” |
| Vereinigtes Königreich             | Royal Navy                                           | HMS                | His/Her Majesty’s Ship/Submarine                                                          | Seiner/Ihrer Majestät Schiff/Unterseeboot |
| Vereinigtes Königreich             | Royal Navy                                           | HMY                | His/Her Majesty’s Yacht                                                                   | Seiner/Ihrer Majestät Yacht |
| Vereinigtes Königreich             | Royal Navy                                           | HBMS               | His/Her Britannic Majesty’s Ship (veraltet)                                               | Seiner/Ihrer britannischen Majestät Schiff |
| Vereinigtes Königreich             | Royal Navy                                           | HMT                | His/Her Majesty’s Tug/Troopship/Trawler, Hired Military/Merchant Transport                | Seiner/Ihrer Majestät Schlepper/Truppentransporter/Trawler, Gecharteter Militärtransporter/Handelstransporter |
| Vereinigtes Königreich             | Northern Lighthouse Board                            | NLV                | Northern Lighthouse Vessel                                                                | Schiff der Nördlichen Leuchtturm-Behörde |
| Vereinigtes Königreich             | Staatliche Forschungsschiffe                         | RRS                | Royal Research Ship                                                                       | Königliches Forschungsschiff |